# Carrollton (песня)
«Carrollton» — песня американского хип-хоп-дуэта Suicideboys, выпущенная 1 августа 2018 года в качестве ведущего сингла с их дебютного студийного альбома I Want to Die in New Orleans (2018).

## Композиция
Песня была описана как «песня в стиле грязного юга с гипер-искажённым, невозмутимым вокалом, напоминающим Мэрилина Мэнсона». Она начинается вступлением рэпера Juicy J и содержит искажённый бас и «зловещие» колокольчики в ритме, с текстами на тему депрессии и ужасов, которые дополнительно детализируют пристрастие дуэта к богатству.

## Отзывы
Девин Ч. из HotNewHipHop написал: «Посыл песни „Carrollton“ является частью хорошо спланированной акции по установлению связи с маргиналами общества. Я должен предварить, что „связь“ — это термин, проникнутый иронией. Единственное, что идиоматично в таких текстах, как „прижмись лицом к таблетке, чтобы раздавить её“, — это несоблюдение правил, которые вы, слушатель, вписали в сценарий».

## Сертификации
| Регион                                                                      | Сертификация | Продажи |
| --------------------------------------------------------------------------- | ------------ | ------- |
| США (RIAA)                                                                  | Золотой      | 500 000 |
| Данные о продажах + прослушиваниях приведены только на основе сертификации. |              |         |